# ایزولابونا
ایزولابونا (به ایتالیایی: Isolabona) یک کومونه در ایتالیا است که در استان ایمپریا واقع شده‌است.

## خصوصیات
ایزولابونا ۱۲٫۴ کیلومترمربع مساحت و ۷۱۵ نفر جمعیت دارد.